# Административно-территориальное деление Шатурского района
Шатурский район — административно-территориальная единица в Московской области России, а также существовавшее в 2006-2017 годах одноимённое муниципальное образование Шатурский муниципальный район, преобразованное 10 марта 2017 года в новое муниципальное образование городской округ Шатура
Шатурский район включает в себя 187 населённых пунктов: в составе 2 рабочих посёлков, 33 посёлков, 11 сёл, 140 деревень и одного города.
Административный центр — город Шатура.
Границы Шатурского района, а также границы и состав муниципальных образований входящих в него определяются Законом Московской области от 21 января 2005 г. № 18/2005-ОЗ «О статусе и границах Шатурского муниципального района и вновь образованных в его составе муниципальных образований».

## Муниципально-территориальное устройство 2006-2017
Муниципальный район в 2006-2017 годах делился на 3 городских и 4 сельских поселения.
| № | Герб | Муниципальное образование        | Административный центр | Состав муниципального образования                                                       | Площадь, км² | Население, чел., 2017 | Плотность населения чел./км² | Код ОКТМО        |
| - | ---- | -------------------------------- | ---------------------- | --------------------------------------------------------------------------------------- | ------------ | --------------------- | ---------------------------- | ---------------- |
| 1 |      | Городское поселение Мишеронский  | Мишеронский            | 8 населённых пунктов: - 1 посёлок городского типа; - 1 посёлок; - 1 село; - 5 деревень. | 455,62       | 7153                  | 15,7                         | 46 657 163 000 7 |
| 2 |      | Городское поселение Черусти      | Черусти                | 8 населённых пунктов: - 1 посёлок городского типа; - 5 посёлков; - 1 село; - 1 деревня. | 259,02       | 3692                  | 15,2                         | 46 657 187 000 9 |
| 3 |      | Городское поселение Шатура       | Шатура                 | 24 населённых пункта: - 1 город; - 10 посёлков; - 1 село; - 12 деревень.                | 355,19       | 40 572                | 113,5                        | 46 657 101 000 4 |
| 4 |      | Сельское поселение Дмитровское   | Дмитровский Погост     | 72 населённых пункта: - 6 посёлков; - 5 сёл; - 61 деревня.                              | 611,47       | 5704                  | 9,9                          | 46 657 413 000 1 |
| 5 |      | Сельское поселение Кривандинское | Кривандино             | 33 населённых пункта: - 7 посёлков; - 2 села; - 24 деревни.                             | 448,24       | 8327                  | 18,8                         | 46 657 416 000 3 |
| 6 |      | Сельское поселение Пышлицкое     | Пышлицы                | 35 населённых пунктов: - 3 посёлка; - 1 село; - 31 деревня.                             | 312,31       | 3574                  | 12,1                         | 46 657 440 000 9 |
| 7 |      | Сельское поселение Радовицкое    | Радовицкий             | 7 населённых пунктов: - 1 посёлок; - 6 деревень.                                        | 198,30       | 2289                  | 12,3                         | 46 657 460 000 1 |

## История административно-территориального деления

### 1929—1933
Шатурский район образован 12 июля 1929 года в составе Орехово-Зуевского округа Московской области. В состав района были включены Красновская, части Лузгаринской и Поминовской волости Егорьевского уезда, а также Ленинская и часть Яковлевской волости Орехово-Зуевского уезда Московской губернии. Административным центром района стал рабочий посёлок Шатура.
В 1929 году в состав Шатурского района входило 3 рабочих посёлка и 49 сельсоветов:
- Рабочие посёлки: Шатура, Мишеронский, Рошаль.
- Сельсоветы: Алексино-Туголесский, Алексино-Шатурский, Арининский, Белавинский, Больше-Гридинский, Бордуковский, Борисовский, Варюковский, Василенцевский, Васютинский, Велинский, Власовский, Гармонихинский, Горковский, Горяновский, Грибчихинский, Денисихинский, Деревнищенский, Дмитровский, Дорофеевский, Дылдинский, Запутновский, Зворковский, Знаменский, Илкодинский, Кобелевский, Красновский, Кривандинский, Кузнецовский, Куриловский, Левинский, Лузгаринский, Митинский, Новосидоровский, Петровский, Подболотновский, Пожинский, Поздняковский, Пустошинский, Селищенский, Семёново-Ленинский, Семёновский, Слободский, Собанинский, Старовский, Филипповский, Филисовский, Халтуринский, Черустинский[3].

В 1930 году округа были упразднены.
В 1931 году в Шатурский район входило 49 сельсоветов, 3 рабочих посёлка и 167 прочих населённых пунктов.
10 июня 1932 года из рабочего посёлка Шатура были выделены рабочие посёлки Гидроторф и Красный Торфяник. В состав рабочего посёлка Гидроторф вошли посёлки Долгуша, Керва-Грива, Соколья Грива и Чёрная Грива. В состав посёлка Красный Торфяник вошли населённые пункты Красный Торфяник, Липовая Грива, Пчёлка и посёлок Шатурторф.
20 июля 1933 года Шатурский район был упразднён, а его территория разделена между Егорьевским, Коробовским, Куровским и Орехово-Зуевским районами Московской области. При этом рабочий посёлок Шатура сохранил свою самостоятельность и находился в непосредственном подчинении Мособлисполкома. Из части территории упразднённого Шатурского района (5 сельсоветов) образована Шатурская сельская пригородная зона, с административным центром в рабочем посёлке Шатура. Рабочие посёлки Гидроторф и Красный Торфяник были упразднены, а их территории снова вошли в черту Шатуры. Кроме того, в административное подчинение Шатуре перешли посёлки торфодобычи Бакшеево и Туголесский Бор.
Таким образом, после ликвидации Шатурского района в Шатурскую сельскую пригородную зону вошли 1 рабочий посёлок, 2 посёлка и 5 сельсоветов, в Орехово-Зуевский район — 7 сельсоветов, в Куровской район — 10 сельсоветов, в Егорьевский район — 8 сельсоветов, в Коробовский район — 2 рабочих посёлка и 19 сельсоветов:
- Шатурская сельская пригородная зона: рабочий посёлок Шатура; посёлки Бакшеево и Туголесский Бор; Кобелевский, Митинский, Новосидоровский, Петровский, Филисовский сельсоветы.
- Орехово-Зуевский район: Арининский, Белавинский, Васютинский, Грибчихинский, Дорофеевский, Филипповский, Халтуринский сельсоветы.
- Куровской район: Велинский, Деревнищенский, Дылдинский, Запутновский, Зворковский, Красновский, Кузнецовский, Поздняковский, Слободский, Старовский сельсоветы.
- Егорьевский район: Алексино-Шатурский, Больше-Гридинский, Василенцевский, Горковский, Денисихинский, Знаменский, Пожинский, Собанинский сельсоветы.
- Коробовский район: рабочие посёлки Мишеронский и Рошаль; Алексино-Туголесский, Бордуковский, Борисовский, Варюковский, Власовский, Гармонихинский, Горяновский, Дмитровский, Илкодинский, Кривандинский, Куриловский, Левинский, Лузгаринский, Подболотновский, Пустошинский, Селищенский, Семёново-Ленинский, Семёновский, Черустинский сельсоветы[5].

### 1956—1965
11 октября 1956 года вновь образован Шатурский район. В его состав вошла территория Кривандинского района и Шатурской пригородной зоны. Административным центром района стал город Шатура.
На 1 ноября 1956 года в состав района входили 2 города, 7 рабочих посёлков, 12 сельсоветов и 2 поселковых совета:
- Города: Шатура, Рошаль.
- Рабочие посёлки: Бакшеево, Керва, Мишеронский, Рязановский, Туголесский Бор, Черусти, Шатурторф.
- Сельсоветы: Алексино-Туголесский, Алексино-Шатурский, Бордуковский, Власовский, Кривандинский, Лузгаринский, Новосидоровский, Петровский, Пустошинский, Радовицкий, Семёновский, Филисовский
- Поселковые советы: Осаново-Дубовский, Пустошинский[6].

25 декабря 1956 года поселковые Советы рабочих поселков Керва и Шатурторф Шатурского района переданы в административное подчинение Шатурскому городскому Совету депутатов трудящихся Московской области (Указ Президиума Верховного Совета РСФСР) (Ведомости Верховного Совета СССР. - 1957. - № 1 (868) от 12 января. - С. 30).
11 апреля 1958 года из Панцыревского сельсовета Клепиковского района Рязанской области Шатурскому району был передан посёлок Центральный и территория торфопредприятия «Радовицкий мох». 2 июня 1958 года посёлок Центральный был отнесён к категории рабочих посёлков с присвоением ему наименования Радовицкий и с включением в его состав населённых пунктов Прокша и посёлка № 1 торофопредприятия «Радовицкий мох».
21 мая 1959 года упразднёны Радовицкий и Филисовский сельсоветы. Село Радовицы Радовицкого сельсовета передано в административное подчинение рабочему посёлку Рязановский. Территория Филисовского сельсовета вошла в состав Петровского сельсовета.
3 июня 1959 года упразднён Коробовский район, его территория в составе 9 сельсоветов (Беловского, Дмитровского, Лекинского, Михайловского, Пышлицкого, Середниковского, Тельминского, Харлампеевского и Шараповского) передана Шатурскому району.
20 августа 1960 года был упразднён Лузгаринский сельсовет, а Беловский сельсовет переименован в Бородинский.
В 1961 году в Шатурский район входило 20 сельсоветов, 225 населённых пунктов.
1 февраля 1963 года в ходе реформы административно-территориального деления Шатурский район был упразднён, а его сельская территория (сельсоветы) включена в состав вновь образованного Егорьевского укрупнённого сельского района. В административное подчинение городу Шатура были переданы город Рошаль и 11 рабочих посёлков: Бакшеево, Вождь Пролетариата (из Егорьевского района), Керва, Мишеронский, Осаново-Дубовое, Пустоши, Радовицкий, Рязановский, Туголесский Бор, Черусти и Шатурторф.

### 1965—1994
13 января 1965 года Егорьевский укрупненный сельский район был расформирован, а на его месте были восстановлены Егорьевский и Шатурский районы.
В 1965 году Алексино-Шатурский сельсовет был передан Егорьевскому району Московской области.
На 1 января 1966 года в состав района входили 2 города, 8 рабочих посёлков, 17 сельсоветов и 2 поселковых совета:
- Города: Шатура, Рошаль.
- Рабочие посёлки: Бакшеево, Керва, Мишеронский, Радовицкий, Рязановский, Туголесский Бор, Черусти, Шатурторф.
- Сельсоветы: Алексино-Туголесский, Бордуковский, Бородинский, Власовский, Дмитровский, Кривандинский, Лекинский, Михайловский, Новосидоровский, Петровский, Пустошинский, Пышлицкий, Середниковский, Семёновский, Тельминский, Харлампеевский, Шараповский
- Поселковые советы: Осаново-Дубовский, Пустошинский[8].

11 апреля 1972 года Алексино-Тугалесский сельсовет переименован в Лузгаринский.
14 марта 1977 года были упразднены Власовский и Семёновский сельсоветы. Территория Семёновского сельсовета разделена между Лузгаринским и Дмитровским сельсоветами, а территория Власовского сельсовета была передана Бордуковскому сельсовету.
10 февраля 1992 года из Пышлицкого сельсовета выделен Белоозёрский сельсовет, административным центром которого стал посёлок санатория «Белое Озеро».
13 октября 1993 года город районного подчинения Рошаль был отнесён к категории городов областного подчинения и выведен из состава района.
20 декабря 1993 года село Радовицы и рабочий посёлок Рязановский вместе с прилегающей к ним территорией переданы Егорьевскому району.

### 1994—2017
В 1994 году в соответствии с новым положением о местном самоуправлении в Московской области сельсоветы были преобразованы в сельские округа.
На 1 января 1999 года в состав района входили 1 город, 7 рабочих посёлков, 16 сельских округов и 2 поселковых округа:
- Город: Шатура.
- Рабочие посёлки: Бакшеево, Керва, Мишеронский, Радовицкий, Туголесский Бор, Черусти, Шатурторф.
- Сельские округа: Белоозёрский, Бордуковский, Бородинский, Дмитровский, Кривандинский, Лекинский, Лузгаринский, Михайловский, Новосидоровский, Петровский, Пустошинский, Пышлицкий, Середниковский, Тельминский, Харлампеевский, Шараповский.
- Поселковые округа: Осаново-Дубовский, Пустошинский[10].

1 февраля 2001 года город Шатура утратил статус города областного подчинения (Закон Московской области от 17 января 2001 года № 12/2001-ОЗ, "Подмосковные известия", № 20, 01.02.2001).
В 2002 году упразднён и снят с учёта посёлок Чёрная Грива, который находился в административном подчинении рабочему посёлку Керва, а посёлок Рабочий, находившийся в административном подчинении рабочему посёлку Туголесский Бор, включён в его состав.
В сентябре-декабре 2004 года произошли существенные изменения в административно-территориальном устройстве Шатурского района, в результате которых рабочие посёлки Бакшеево, Керва, Радовицкий, Туголесский Бор и Шатурторф были преобразованы в посёлки, кроме того были упразднены Белоозёрский, Бородинский, Лекинский, Михайловский, Тельминский, Шараповский, Новосидоровский сельские округа, а также Осаново-Дубовский и Пустошинский поселковые округа.
Таким образом, к 1 января 2005 года в состав района входили 1 город, 2 рабочих посёлка и 9 сельских округов:
- Город: Шатура.
- Рабочие посёлки: Мишеронский, Черусти.
- Сельские округа: Бордуковский, Дмитровский, Кривандинский, Лузгаринский, Петровский, Пустошинский, Пышлицкий, Середниковский, Харлампеевский[11].

В 2005 году определена современная граница Шатурского района, а также границы и состав муниципальных образований входящих в Шатурский район.
С 1 января 2006 года в результате реформы местного самоуправления Шатурский район состоит из 7 муниципальных образований (3 городских и 4 сельских поселений).
10 марта 2017 года вступил в силу Закон Московской области «Об организации местного самоуправления на территории Шатурского муниципального района», в результате которого все городские и сельские поселения бывшего муниципального района упраздняются и объединяются в новое муниципальное образование городской округ Шатура
28 апреля 2017 года рабочие поселки Мишеронский и Черусти отнесены в административное подчинение городу Шатура (Постановление Губернатора Московской области от 28 апреля 2017 года № 204-ПГ, Официальный Интернет-портал Правительства Московской области http://www.mosreg.ru, 28.04.2017) и упразднены сельские поселения Дмитровское, Кривандинское, Пышлицкое и Радовицкое (Постановление Губернатора Московской области от 28 апреля 2017 года № 205-ПГ, Официальный Интернет-портал Правительства Московской области http://www.mosreg.ru, 28.04.2017).
20 июня 2017 года город Шатура отнесен к категории города областного подчинения Московской области, а Шатурский район упразднен (Закон Московской области от 8 июня 2017 года № 85/2017-ОЗ, Официальный Интернет-портал Правительства Московской области http://www.mosreg.ru, 09.06.2017).
Шату́рский райо́н как административно-территориальная единица упраздняется с 20 июня 2017 года.